# Campionatul Național de fotbal din Kiribati
Campionatul Național de fotbal din Kiribati este primul eșalon din sistemul competițional fotbalistic din Kiribati.

## Echipe
| - Tarawa Urban Council - Beru - Aranuka - Marakei - Banaba - Tabiteuea South | - Betio Town Council - Nonouti - Abaiang - Onotoa - Kuria - Teraina | - Tarawa Urban Council 2 - Makin - Abemama - Maiana - Christmas - Nikunau | - Butaritari - Tabuaeran - North Tarawa - Arorae - Tabiteuea North |

## Foste campioane
- 2002: Arorae
- 2003: nu s-a disputat
- 2004: Tarawa Urban Council
- 2005: nu s-a disputat
- 2006: Betio Town Council

## Golgeteri
| An   | Golgeter        | Echipă             | Goluri |
| 2004 | Atiino Baraniko | Betio Town Council | 15     |
| 2006 | Bebe Tureiaa    | Betio Town Council |        |